# 익수 (프로게이머)
익수(본명: 전익수, 1996년 10월 22일 ~ )는 대한민국의 리그 오브 레전드 프로게이머로 아이디는 ikssu이다. 포지션은 탑 라이너이다. 2019년에는 erssu라는 아이디를 일시적으로 사용하기도 했다.

## 선수 생활
2014년 12월 2일, KT 롤스터에 입단하면서 프로 커리어를 시작했다. 
2015년 5월, 레블즈 아나키에 입단했다. 서머 시즌 팀의 주전으로 활동하면서 좋은 모습을 보여주었다.
2016 스프링 시즌에서는 폼이 더 오른 모습을 보여주었다. 서머 시즌에서도 팀의 에이스로 활동하면서 좋은 모습을 보여주었다.
2017시즌을 앞두고 진에어 그린윙스에 입단했다. 스프링 시즌에서는 부진에 빠지면서 소환과 주전 경쟁을 하게 되었다. 팀은 승강전으로 떨어졌지만 승강전에서 소환과 번갈아 출전하면서 팀의 잔류에 기여했다. 서머 시즌 초반에는 주전으로 출전하였다. 2017년 6월 25일에 치러진 삼성 갤럭시와의 경기에서는 펜타킬을 기록하기도 했다. 하지만 점차 소환에게 밀리면서 서브 멤버로 밀려났다. 2017시즌 종료 후 팀에서 퇴단했다.
2018년 6월, 홍콩 에티튜드에 입단했다. 홍콩에서는 괜찮은 모습을 보여주었다.
2019시즌을 앞두고 APK 프린스에 입단했다. APK 프린스에서는 주전으로 출전하면서 팀의 챔피언스 승격에 기여했다.
2020 스프링 시즌에서는 좋은 모습을 보여주면서 팀의 잔류에 기여했다. 하지만 서머 시즌에서는 좋지 않은 모습을 보여주면서 팀과 함께 무너졌다.

## 소속팀
| # | 팀명            | 소속 기간             | 소속 리그 | 비고 |
| - | --------------- | --------------------- | --------- | ---- |
| 1 | KT 롤스터       | 2014.12.02~2015.05.19 | LCK       |      |
| 2 | 아프리카 프릭스 | 2015.05.19~2016.11.21 | LCK       |      |
| 3 | 진에어 그린윙스 | 2016.12.20~2017.11.20 | LCK       |      |
| 4 | 홍콩 에티튜드   | 2018.06.06~2018.11.09 | LMS       |      |
| 5 | APK 프린스      | 2018.12.12~2020.11.16 | CK LCK    |      |

## 수상 내역
- 리그 오브 레전드 챌린저스 코리아 서머 2019 준우승